# Chaphamandau
Chaphamandau (en népalais : चाँफामाण्डौ) est un comité de développement villageois du Népal situé dans le district d'Achham. Au recensement de 2011, il comptait 1 281 habitants.